# ベストフレンドハウス
『ベストフレンドハウス』は、2024年12月18日よりAmazonプライム・ビデオで独占配信された日本のリアリティ番組である。15台の定点カメラを設置し、台本なし・演出なしの親友リアリティショーとして制作された。

## 概要
芸能界でも公私ともに親交の深い3人が、初めて揃って旅をする様子を記録。舞台は山梨県のコテージで、一泊二日の共同生活を描く。料理、サウナ、カラオケ、テーマソング作りなど、自由気ままな時間を通じて3人の素顔や関係性が浮き彫りになる。視聴者は、彼らの自然体な会話や行動を通じて、友情の深さや個性を垣間見ることができる。

## 出演者
- 日村勇紀（バナナマン）
- 生田斗真
- 中村倫也

## エピソード
- Ep.1「親友リアリティーショー」：初日の昼食とサウナ、手作りパスタなど
- Ep.2「生田、どこ行った？」：サプライズの準備と河口湖散策
- Ep.3「カラオケで何歌う？」：夕食とカラオケ大会
- Ep.4「待ち受けていた最後の難関」：朝食作りとテーマソングの披露

## スタッフ
- 撮影協力：yl & Co. Hotel in Mt.Guji、sinso、コナミデジタルエンタテインメント、富士緑の休暇村、TOP INDUSTRY
- 技術協力：TSP、ライズカンパニー、テレテック、IMAGICA
- 音源提供：JOYSOUND
- 衣装協力：shima shima、BRU NA BOINNE、C.E.L. STORE、ANEI
- 制作著作：トップシーン